# Johan I van Gemen

Johan van Gemen (1331-1366) was heer van  Gemen.

## Biografie
Hij wordt in 1331 geboren als zoon van Hendrik II van Gemen en Elisabeth van Mormter. Johan trouwt in 1350 met Beatrix Sobbe. Zij krijgen drie kinderen, opvolger Hendrik III van Gemen, Catharina van Gemen en Herman van Gemen.